# Thrash Metal
Thrash Metal (engl. thrash ‚dreschen‘, ‚prügeln‘) ist eine schnelle und extreme Spielart des Metal, die Anfang der 1980er Jahre entstand.

## Stil
Oftmals wird Thrash Metal als Verschmelzung der Energie und Geschwindigkeit des Hardcore Punk mit den Techniken der New Wave of British Heavy Metal bezeichnet und war daher einigen frühen Metallern zu punk-lastig. Der ursprüngliche Thrash Metal zeichnet sich vor allem durch schnelles und präzises Riffing aus. Häufig wurde nur die offene E-Saite in Verbindung mit Powerchords verwendet. Thrash Metal wird allgemein als Ausgangspunkt für die extremen Metal-Stile angesehen. The LHP Thrash Metal Primer nennt die Punk- und Skater-Subkultur, wo der Ausdruck to thrash für Slam-Dancing und den typischen Schlagzeug-Beat gestanden habe, als Ursprung des Genrebegriffs. Im 1981 gegründeten kalifornischen Skater-Magazin Thrasher schrieb Pushead über Hardcore und Metal, 1982 folgte die Kompilation New York Thrash von Reach Out International Records (ROIR) mit New Yorker Bands wie Bad Brains, Beastie Boys und Kraut und 1983 das erste Thrash-Bash-Konzert in Columbia, Missouri mit Auftritten von Die Kreuzen und lokalen Bands. Die Kreuzung von Hardcore und Metal wurde auch als Crossover bezeichnet. Marcel „Schmier“ Schirmer von Destruction zufolge entstand die Stilbezeichnung in dem Lied Whiplash von Metallica, laut Scott Ian von Anthrax war den Initiatoren das Entstehen einer neuen Szene aber noch nicht klar.
Typisch für die Texte von Thrash-Metal-Bands sind die Thematisierung von Gewalt sowie von gesellschaftlichen und individuellen Problemen. Einige der frühen Bands spielten mit satanistischen Themen, die aber im traditionellen Metal in der Regel allenfalls zur bewussten Provokation, Rebellion und der Betonung der eigenen Freiheit dienen und daher oft mit Schilderungen von Krieg und sozialen Missständen vermischt wurden oder später durch diese ersetzt wurden. Peter Steele (Carnivore, Type O Negative) bezeichnete den Thrash Metal als „Musik der urbanen Fäule“ und „bleichgesichtigen Cousin des Rap“.

## Geschichte des Thrash Metal

### Die Anfänge in den 1980er Jahren

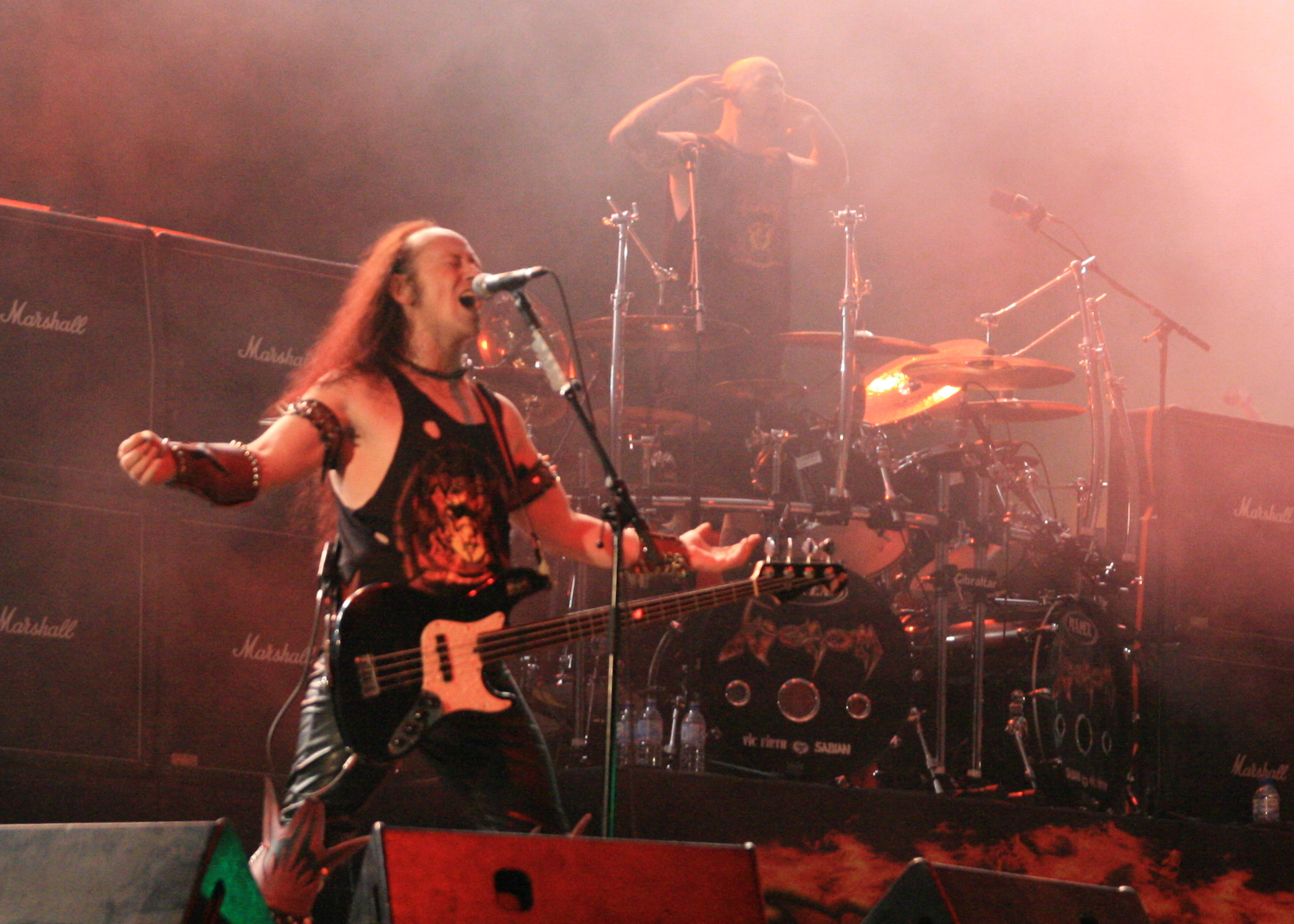
Venom (2008)

Die Vorgeschichte des Thrash reicht bis in die späten 1970er Jahre zurück. Besonders zwei Bands werden allgemein als größte Einflüsse betrachtet: Motörhead und Venom, deren Album Welcome to Hell „die Suche nach mehr Brutalität richtig ins Rollen“ brachte. Während in den Vereinigten Staaten AOR-Bands wie Journey und Glam-Metal-Bands wie Mötley Crüe angesagt waren, verlangten junge Heavy-Metal-Fans nach härterem und extremerem Metal. So entstanden neue Bands wie Exodus und Death Angel an der Westküste oder Overkill und Anthrax an der Ostküste. Auch in Europa, besonders Deutschland, spielte ein Teil der Szene immer härtere und schnellere Musik. Zu Beginn existierte diese Bewegung jedoch nur im Untergrund durch Fanzines, Tape-Trading und Mundpropaganda.

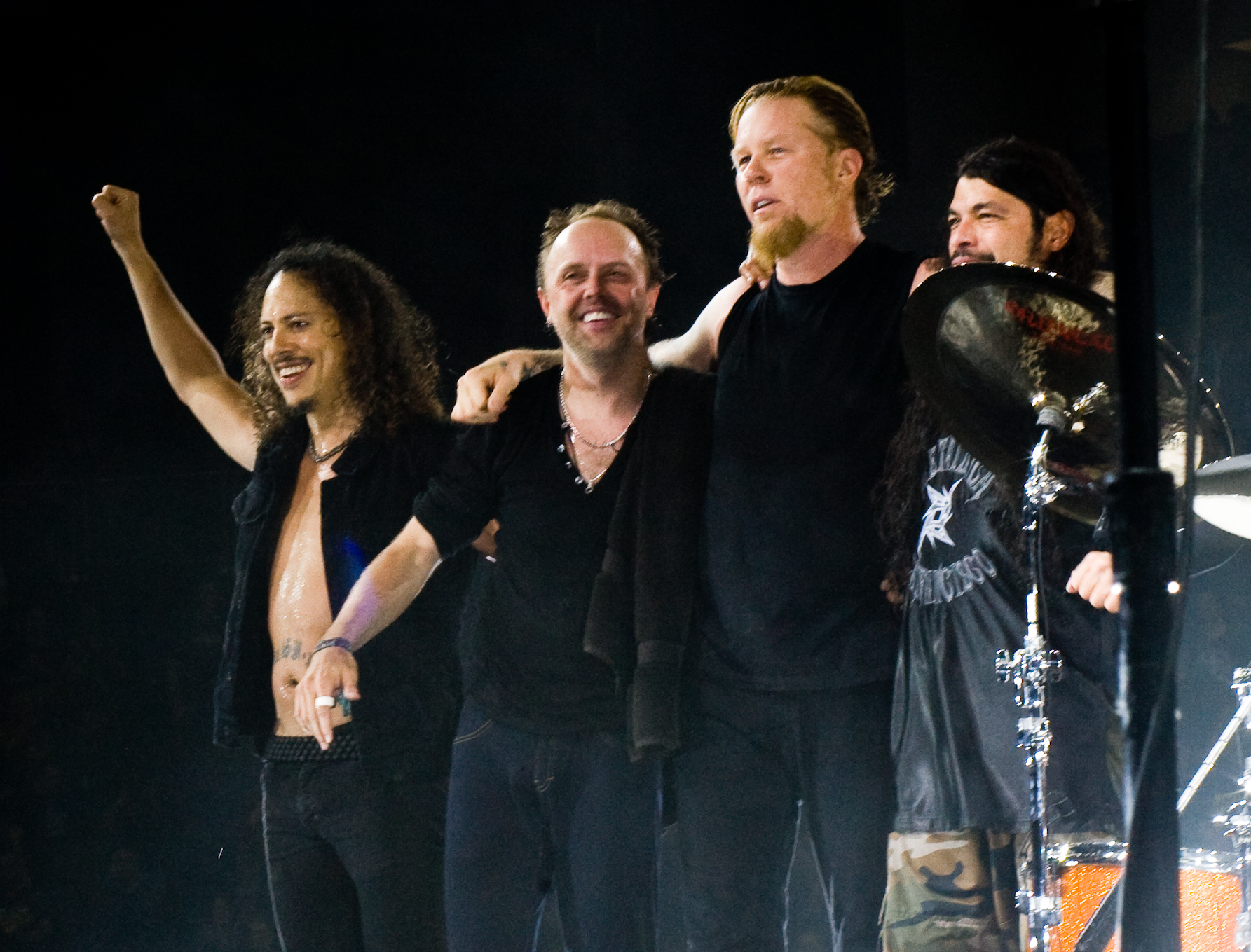
Metallica (2008)

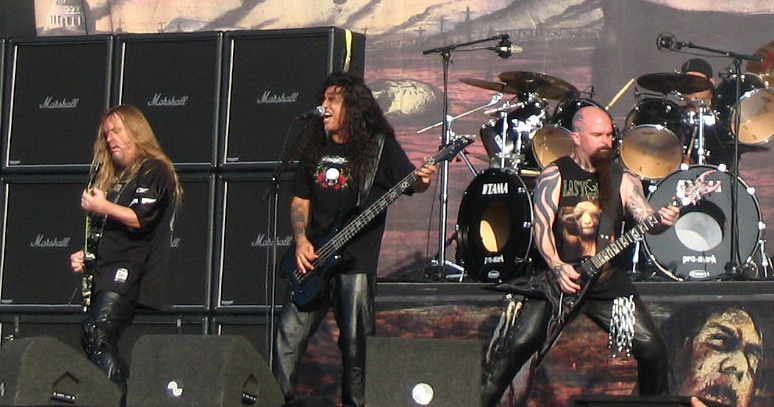
Slayer (2007)

Allgemein wird oft Kill ’Em All von Metallica aus dem Jahr 1983 als erstes richtiges Thrash-Metal-Album bezeichnet, obwohl das Album Heavy Metal Maniac der kanadischen Thrash-Band Exciter bereits vor Metallicas Debüt-Album erschien, die Band Exodus schon 1983 „zu den großen Hoffnungsträgern“ gehörte, jedoch erst später mit Bonded by Blood debütierte, und Cliff Evans von der britischen Band Tank deren 1982 veröffentlichtes Debütalbum Filth Hounds of Hades als „allererste[n] Mix von Heavy Metal und Punk“ sowie als bestes Thrash-Metal-Album angab. Kill ’Em All verband „hohe Geschwindigkeit mit Präzision, einer gewissen, noch rudimentären Technik – und vor allem viel Aggression“. Den darauf enthaltenen Titel Whiplash bezeichnet der Metal Hammer sogar als „vielleicht wichtigsten Ur-Thrash-Song überhaupt“. Als „Geburt“ des Genres gilt zusammen mit Kill ’Em All auch Slayers Debütalbum Show No Mercy aus demselben Jahr, das „brutaler und böser“ klang als ersteres. Die Band präsentierte sich außerdem im Gegensatz zu anderen Ur-Thrash-Metal-Vertretern nicht in Jeans, T-Shirts, Lederjacken und optional auch Patronengurten, sondern mit Lederkleidung und Corpsepaint und ihr Gitarrist Kerry King mit Nagelarmbändern. Während die Wurzeln von Metallicas Debütalbum eher im rock-’n’-roll-lastigen Stil von Motörhead lagen, war Slayers Album „eher eine Riff-Platte, näher an Venom“. Neben Metallica (die ursprünglich aus Los Angeles kamen und später nach San Francisco umzogen) stammen auch viele andere wichtige Thrash-Bands aus der San Francisco Bay Area, darunter Exodus, Testament und Death Angel. Grob lässt sich sagen, dass Bands wie Exodus, Slayer oder Dark Angel einen eher brachialeren und weniger melodiösen Stil verfolgten, während Bands wie Metallica, Megadeth oder Death Angel vielfältiger, melodiöser und etwas experimentierfreudiger waren. Zu den „fünf frühen Thrash-Debüts“ zählt Scott Ian von Anthrax neben Kill ’Em All und Show No Mercy Exodus’ Bonded by Blood, Killing Is My Business… And Business Is Good! von Megadeth und Fistful of Metal von seiner eigenen Band.

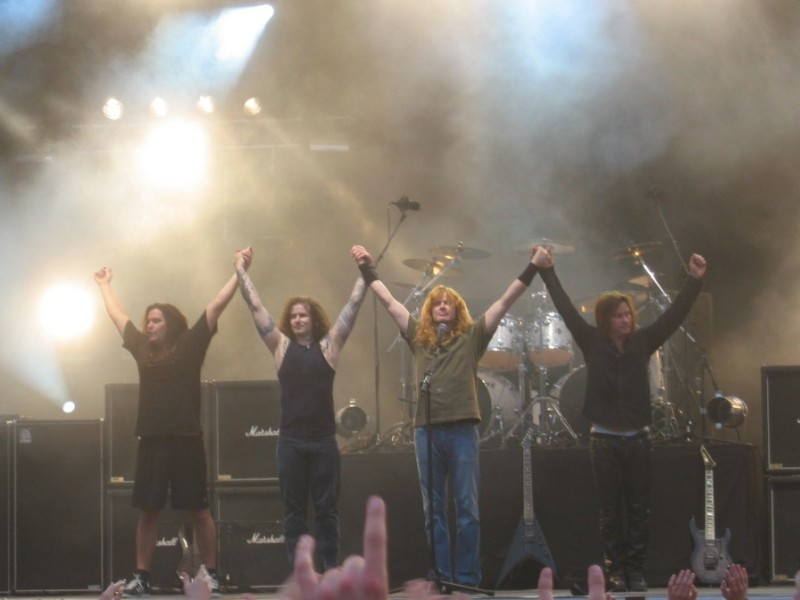
Megadeth bei einem Konzert im Jahre 2005 am Sauna Open Air

Ein weiteres wichtiges lokales Zentrum des Thrash Metal war der Großraum New York/New Jersey an der US-Ostküste. In diesem Gebiet entstanden teilweise unter dem Einfluss des Hardcore Punk stehende Bands wie Overkill, Anthrax, Nuclear Assault oder Demolition Hammer, ferner war auch das Pionier-Label Megaforce Records in New York ansässig, das unter anderem die Debütalben von Metallica, Overkill und Anthrax veröffentlichte.

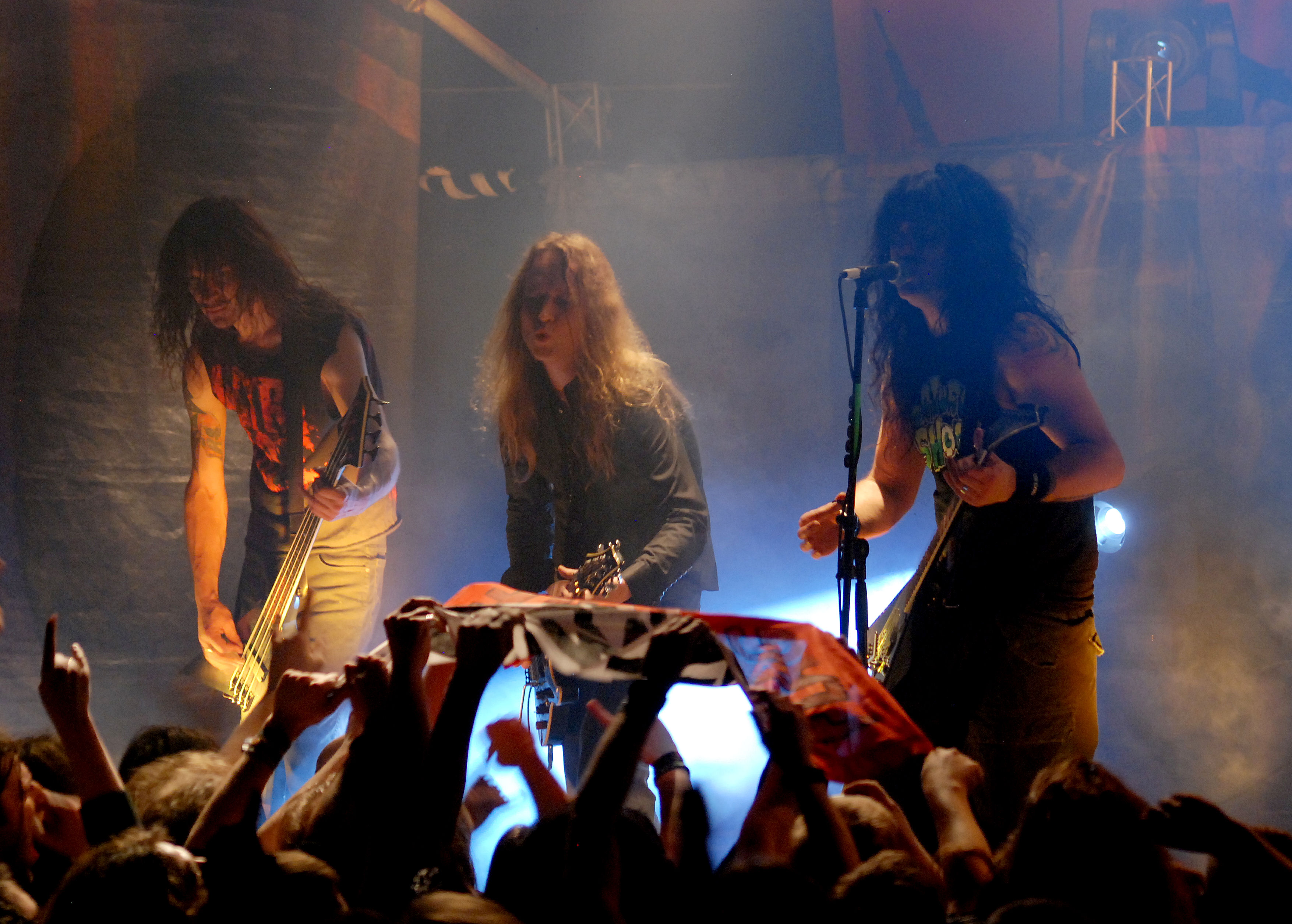
Kreator live 2009 in Krakau.

Eine weitere blühende Underground-Szene bildete sich parallel dazu im Ruhrgebiet in Deutschland. Die Musiker stammten aus dem Arbeitermilieu, ihre Väter „waren fast alle Bergmänner, Bauarbeiter oder Stahlkocher, die Mütter in der Regel Hausfrauen“. Ihr Musikgeschmack verursachte viele Probleme mit Nicht-Metallern: Miland „Mille“ Petrozza von Kreator wurde aus seiner Schule geworfen, „weil er es wagte, Leopardenhosen und Nieten zu tragen“, was anderen von ihren Eltern verboten wurde, und sie mussten ihre Metal-T-Shirts „noch unter dem Pullover rausschmuggeln. Damit zur Schule zu gehen, stand absolut nicht zur Debatte“. Die örtlichen Rocker verboten ihnen das Tragen von Kutten, sodass sie sich stattdessen T-Shirts anfertigten; „Dann standen die im Freibad vor uns und konnten uns nichts“, wie Frank „Pelle“ Below anmerkt. Dafür herrschte ein starkes Zusammengehörigkeitsgefühl, und die älteren Szenemitglieder unterstützten die jüngeren und vermittelten ihnen nicht den Eindruck, dass sie „‚nur‘ die Kleinen“ seien. Ein wichtiger Ort für Konzerte und Treffen war die Zeche Carl in Essen. Die ersten Demoaufnahmen in der deutschen Szene entstanden unabhängig von den US-amerikanischen Bands. Die US-amerikanischen Bands, die ebenso wie sie immer härter, lauter und schneller wurden, wurden von ihnen begeistert aufgenommen: „Wir waren blutige Anfänger, und die Amis klangen damals schon göttlich, was uns umso mehr antrieb“, äußerte Marcel „Schmier“ Schirmer von Destruction rückblickend. Laut Tom Küppers vom Metal Hammer lässt sich die Frage, „[w]er wen beeinflusst hat, […] heute ohnehin nicht mehr eindeutig klären“; nach dem Eindruck von Andreas „Stoney“ Stein, und seinen Erfahrungen mit US-Amerikanern, die ihn ehrfürchtig fragten, „ob ich wirklich den Tom Angelripper kenne würde“, haben die deutschen Bands die US-amerikanischen „mindestens genauso beeinflusst wie sie uns“. Jürgen „Ventor“ Reil von Kreator erwähnt eine Unterhaltung mit Gary Holt von Exodus darüber, „dass wir uns vielleicht ein bestimmtes Riff von ihnen ‚geborgt‘ hätten […] Und Gary meinte dann ‚Ach, ich dachte echt, wir hätten das von euch‘. Wir haben uns kaputt gelacht.“

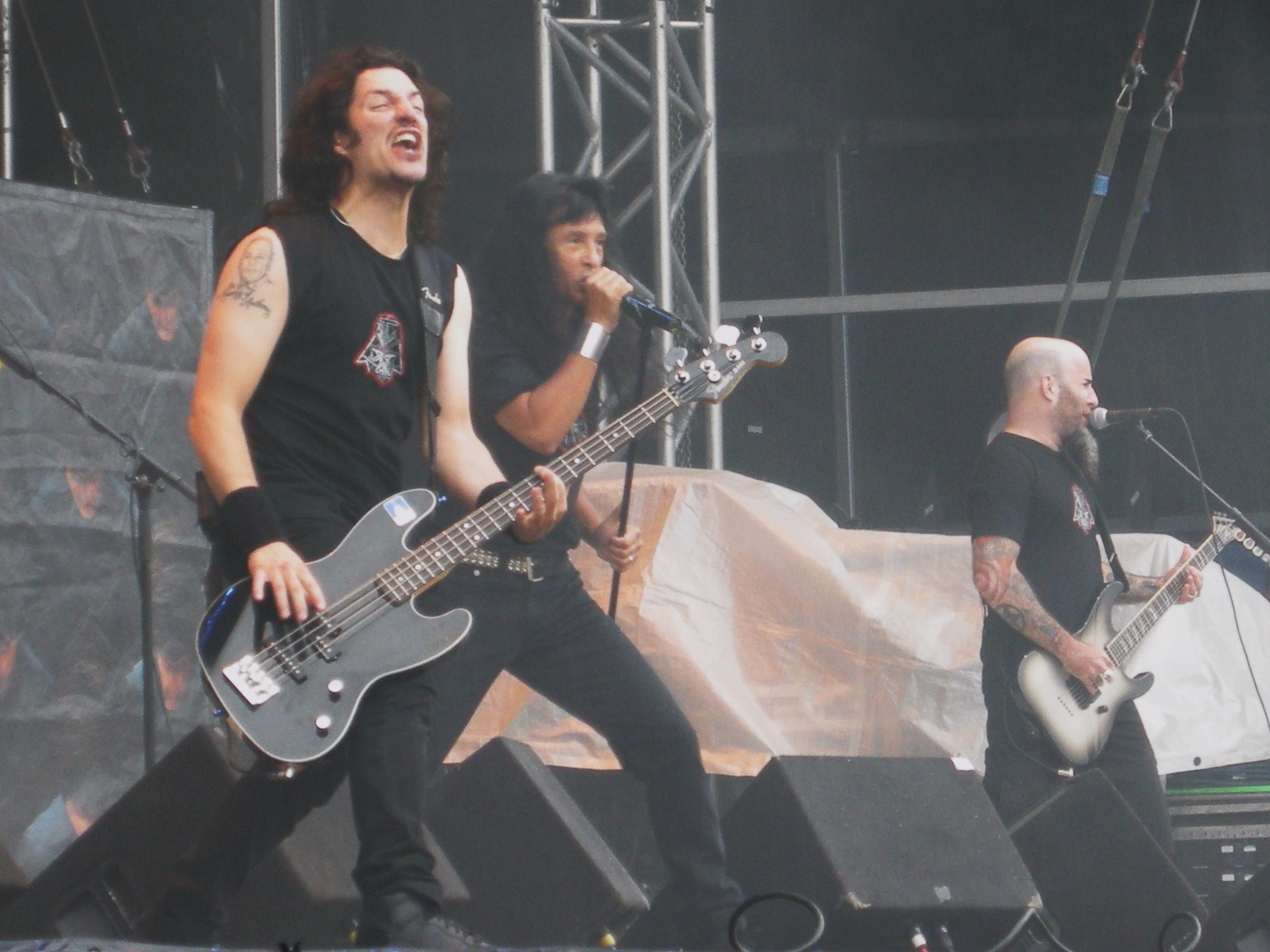
Anthrax (2010)

Eine Pionierrolle in der Ruhrgebiets-Szene hatte die 1984 gegründete Band Chainsaw aus Essen mit ihrer 1985 veröffentlichten, einzigen LP Hell’s Burnin’ Up!. Kennzeichnend für den deutschen Thrash Metal war das breite Spektrum an Stilen, mit denen der Thrash dort wechselwirkte. So hatten zum Beispiel die Speed-Metal-Bands Helloween und vor allem Running Wild einst einen sehr viel raueren, an den „Speed-Thrash“ der frühen Tage angelehnten Stil, während andererseits Sodom, Kreator und Destruction, die drei bedeutendsten deutschen Thrash-Metal-Bands, einen großen Einfluss auf den Death- und Black Metal ausübten. Weitere bedeutende Vertreter waren bzw. sind Living Death, Violent Force, Tankard und Angel Dust.
1985 gab es bereits Magazine wie das Kick Ass nach seiner Fusion mit dem Powerthrash, die ausschließlich über Thrash-Metal-Bands berichteten. Der Höhepunkt der Thrash-Metal-Bewegung war zwischen 1986 und 1988 erreicht. Als einer der Höhepunkte wird dabei Slayers Reign in Blood angesehen. In der Zeit begannen einige Bands, sich vom reinen Thrash Metal zu lösen: 1986 erschien Metallicas Master of Puppets, das zwar noch Thrash-Metal-Elemente hatte, aber die Genregrenzen erweiterte und deshalb aus Sicht des Anthrax-Gitarristen Scott Ian kein echtes Thrash-Metal-Album mehr war; die Band habe damit „etwas erschaffen, das viel größer war als Thrash Metal“; Anthrax’ Among the Living ist nach Ians Meinung zu eingängig und damit nur zur Hälfte ein Thrash-Metal-Album. Die italienische Band Bulldozer wiederum experimentierte auf ihrem 1988 veröffentlichten Album Neurodeliri mit Samples, sinfonischen Elementen und getriggertem Schlagzeug, nachdem Roadrunner Records sich von ihr getrennt hatte und sie nicht mehr darauf hoffte, noch erfolgreich zu werden. Zur damaligen Zeit waren solche Effekte insbesondere im Thrash Metal als „fast schon revolutionär“ anzusehen. Manchmal wird von 1988 oder 1989 zumindest bezüglich des Bay-Area-Thrash als „Thrash-Metal-Depression“ gesprochen, da der Enthusiasmus in der Szene damals etwas abflaute. Der Thrash-Trend wurde durch den Death-Metal-Trend verdrängt, wobei sich nur wenige Thrash-Metal-Bands wie Slayer halten konnten und auch von der jüngeren Generation der Death-Metal-Fans verehrt wurden. Dadurch waren viele Thrash-Metal-Klassiker zeitweilig für einen Dollar zu bekommen, da kein Interesse daran bestand. Als Reaktion auf den Death-Metal-Trend wiederum berief sich der Black Metal auf alte Thrash-Metal-Bands.
In den 1980er Jahren begannen zudem einige Bands, mit gestiegenem technischen Können den Stil um komplexere Liedstrukturen, modernere Texte und andere musikalische Feinheiten (komplexe Rhythmik, elektronische Effekte etc.) zu erweitern. Manchmal spricht man nach der 2nd Wave of Thrash auch von Techno Thrash oder Progressive Thrash. Beispiele für Bands dieses Stils sind Voivod, Watchtower, Coroner, Mekong Delta und Toxik.
Bezogen auf den US-Thrash werden die Bands Anthrax, Megadeth, Metallica und Slayer als Big Four des Thrash bezeichnet. In Deutschland spricht man von Sodom, Kreator und Destruction als der „Dreifaltigkeit des Teutonen-Thrash“ oder dem „Dreigestirn des Thrash“.

### Der Neo-Thrash der 1990er Jahre

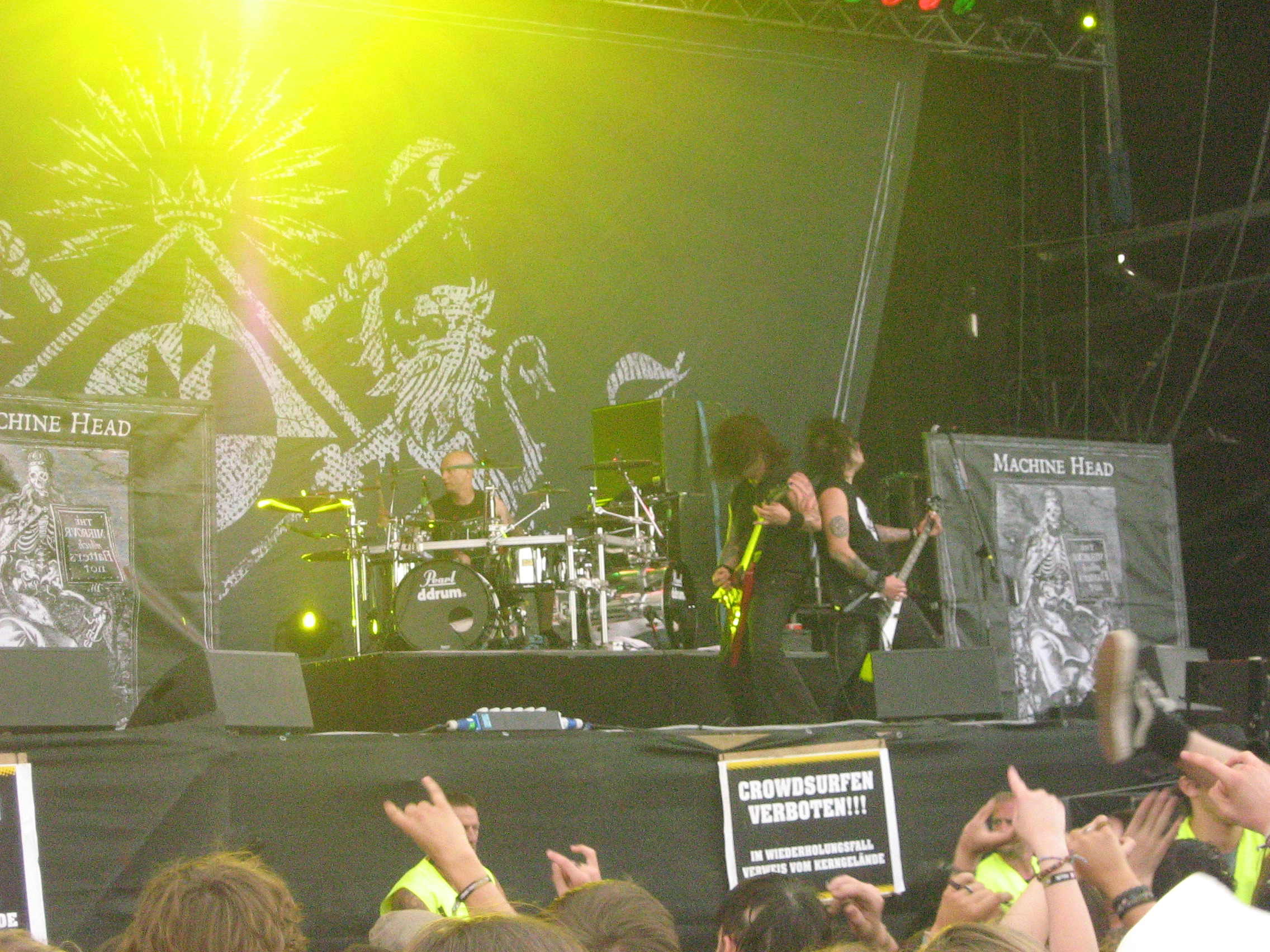
Machine Head (2007)

In den frühen 1990er Jahren litten die „großen“ Thrash-Bands und der Metal allgemein allerorts im Zuge der Popularität des Grunge und des Alternative Rock an chronischer Erfolglosigkeit. Metallica und Megadeth spielten nun melodischere, weniger aggressive und deshalb von den älteren Fans als „soft“ beschimpfte Musik, die vor allem Metallica weltweit einen größeren Bekanntheitsgrad brachte. Andere Bands folgten diesem Trend nicht und gerieten in Orientierungslosigkeit. Einige Bands wie zum Beispiel Death Angel oder Exodus lösten sich auf, Overkill (I Hear Black) und Testament (The Ritual) verwirrten ihre Fans mit stilistischen Experimenten und Anthrax trennten sich von ihrem Sänger Joey Belladonna.
Während sich anfangs „[f]ast alle […] darüber echauffiert[en], wie sich eine Thrash Metal-Band überhaupt erdreisten konnte, neue Einflüsse zuzulassen“, kamen kurz darauf Bands wie Machine Head und Sepultura „und haben ähnliches gemacht, stellenweise die gleichen Samples benutzt. Die wurden dann überall als die absoluten Innovatoren abgefeiert.“ Auch bereits bestehende Gruppen wie Pantera oder Prong wandten sich stilistisch einem als „Neo-Thrash“ oder Groove Metal bezeichneten Stil zu. Dieser orientierte sich am Thrash der 1980er und modernisierte diesen mit rauerem Gesang und langsamerem Tempo sowie einem Fokus auf Mid-Tempo-Riffs, ohne dabei in den Mainstream wie Metallica zu Zeiten des Black Albums vorzudringen. Im Gegensatz zu den Heroen der vorangegangenen Dekade waren Musiker wie Phil Anselmo, Dimebag Darrell (Pantera) oder Robb Flynn (Machine Head) sehr viel telegener und bezogen auf ihren Status als Musiker sehr viel abgehobener. Pantera zum Beispiel setzten es sich selbst zum Ziel, „die Härtesten zu sein“.

### Revival
Im Untergrund entstanden (hauptsächlich in Norwegen und Schweden) einige Bands zwischen Thrash- und Black Metal wie Bewitched, Aura Noir, Gehennah, Infernö, Guillotine und Scepter, deren Stil in der zweiten Hälfte der 1990er Jahre zu einem Trend innerhalb des Untergrunds und dort daher negativ beurteilt wurde; den Bands, deren Mitglieder zuvor meist in Black- oder Death-Metal-Bands gespielt hatten und sich nun an traditionellem Thrash Metal orientierten, wurde vorgeworfen, forciert alt zu klingen und diese Musik nur als Spaß- und Seitenprojekte neben ihren eigentlichen Bands zu spielen. In Australien formierte sich eine Szene um miteinander befreundete Bands wie Deströyer 666, Vomitor, Hobbs’ Angel of Death, Nocturnal Graves und Gospel of the Horns, deren typischer Stil von Howitzer von Gospel of the Horns als „[d]ie Mischung aus echtem Old-School-Black-Metal und eine[r] sehr rohe[n] Art von Thrash“ beschrieben wird. Darin seien „Einflüsse alter Celtic Frost, Bathory, Venom und Sodom - aber auch eigene Elemente“ zu finden; Eigenständigkeit sei für die Musiker wichtig.
Anfang der 2000er Jahre führte die Wiedervereinigung alter Bands wie Destruction oder Exodus zu einer Wiederbelebung, die eine neue Thrash-Metal-Generation mit sich brachte und sich bis heute fortsetzt. Ab etwa Mitte der 2000er Jahre veröffentlichten viele dieser neuen Bands ihre Debütalben, welche oftmals hervorragende Kritiken erhielten. Dadurch erhielten sie vielfach die Chance, als Vorband einer großen Thrash-Metal-Band zu spielen. Zu diesen Bands gehören unter anderem Gama Bomb (als Vorband von Exodus und Overkill), Evile (Megadeth), Suicidal Angels (Kreator) oder Battalion (Destruction). Auch Kreator kehrten nach einer experimentellen Phase in den 1990er Jahren wieder zum Thrash Metal zurück. Auch Metallica orientierte sich 2008 mit dem Album Death Magnetic teilweise wieder am Stil der 1980er Jahre.
Zum deutschen Revival gehört auch die Hamburger Power- und Thrash-Metal-Band Warpath, die im Jahr 1991 gegründet wurde und sich ca. 1996 auflöste. Seit 2014 ist die Band wieder aktiv, 2017 erschien ihr erstes Album seit dem Comeback.

## Galerie
Thrash-Metal-Fans in der Diskothek Fantasy, 1994

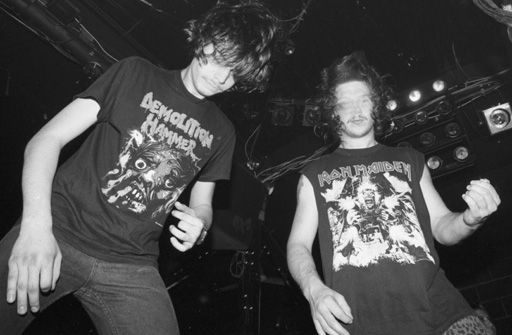
Demolition Hammer
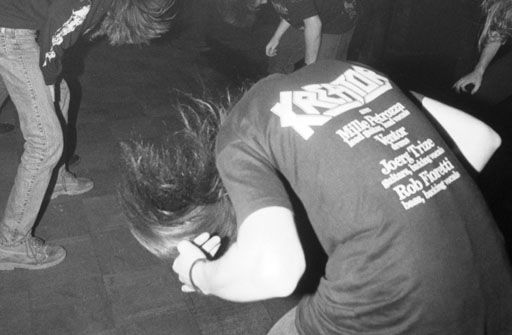
Kreator
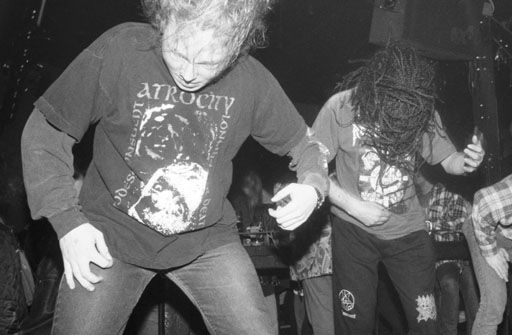
Atrocity
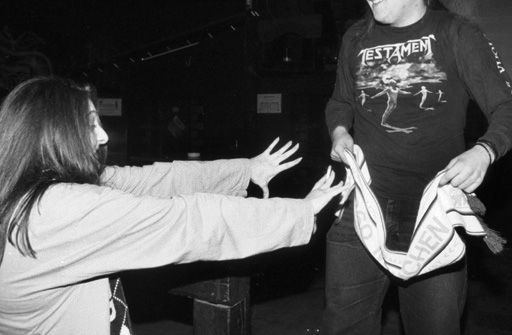
Testament

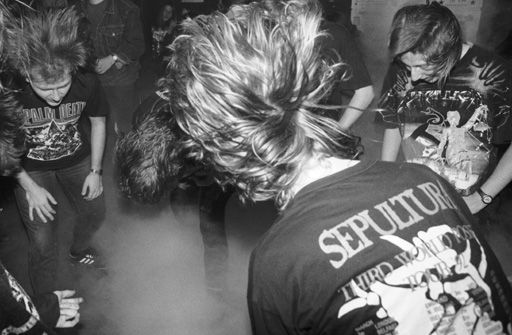
Sepultura
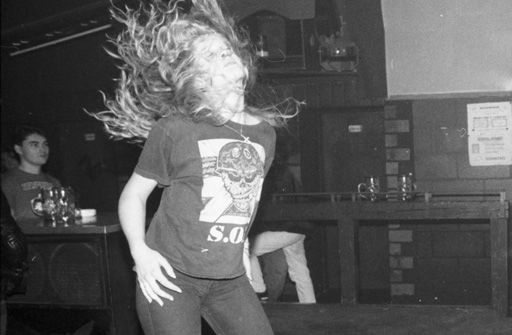
S.O.D. (Stormtroopers of Death)
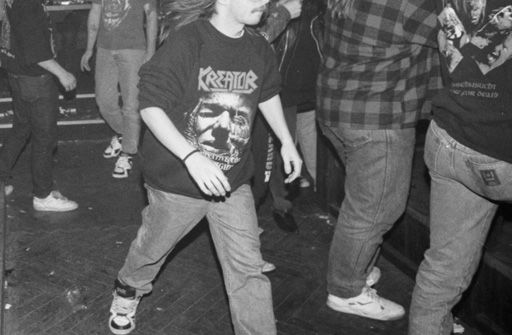
Kreator
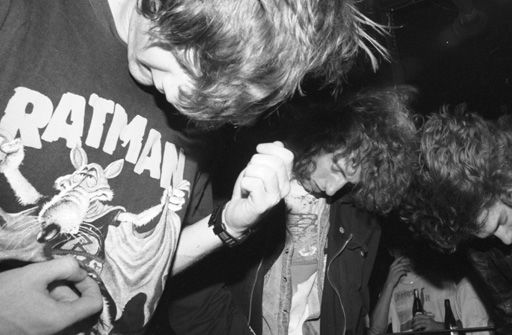
Ratman Risk

## Bands und Alben
Eine Auswahl an Thrash-Bands und ihre wichtigsten LPs:
- Annihilator – Alice in Hell, Never, Neverland
- Anthrax – Fistful of Metal, Spreading the Disease, Among the Living, State of Euphoria, Persistence of Time[3]
- Dark Angel – Darkness Descends
- Death Angel – The Ultra-Violence, Frolic Through the Park, Act III
- Destruction – Sentence of Death[3], Infernal Overkill[3], Eternal Devastation, Release from Agony
- Exodus – Bonded by Blood[3], Pleasures of the Flesh, Fabulous Disaster
- Holy Moses – Queen of Siam, Finished With the Dogs, The New Machine of Liechtenstein, Disorder of the Order, Agony Of Death
- Kreator – Endless Pain, Pleasure to Kill, Terrible Certainty, Extreme Aggression, Coma of Souls
- Megadeth – Killing Is My Business… And Business Is Good![3], Peace Sells… But Who’s Buying?, Rust in Peace
- Metallica – Kill ’Em All[2][3], Ride the Lightning[3], Master of Puppets, …And Justice for All
- Overkill – Feel the Fire, Taking Over, The Years of Decay
- Pantera – Cowboys from Hell, Vulgar Display of Power, Far Beyond Driven
- Sacred Reich – The American Way
- Sepultura – Schizophrenia, Beneath the Remains[3], Arise, Chaos A.D.
- Slayer – Show No Mercy[2], Haunting the Chapel[3], Hell Awaits[3], Reign in Blood[10], South of Heaven, Seasons in the Abyss
- Sodom – In the Sign of Evil[3], Persecution Mania, Agent Orange, Tapping the Vein
- Suicidal Tendencies – Join the Army, Lights … Camera … Revolution!
- Testament – The Legacy, The New Order, Practice What You Preach

Für eine Übersicht der in der Wikipedia vertretenen Bands siehe Kategorie:Thrash-Metal-Band.